# Josef Janáček (odbojář)
Josef Janáček (26. února 1898 – 2. července 1942 Pardubice) byl český učitel a odbojář z období druhé světové války.

## Život
Josef Janáček se narodil 26. února 1898. Profesí byl odborný učitel, pedagogickou činnost vykonával mmj. v Městci Králové nebo na Měšťanské dívčí škole Drtinově v Pardubicích. V pardubickém Městském divadle též vykonával funkci intendanta. Jeho manželkou byla Ludmila Janáčková, herečka a pěvkyně téhož divadla. Byl členem Československé sociálně demokratické strany dělnické a jejím čelným funkcionářem v Pardubicích.

## Odboj
Josef Janáček byl od roku 1939 činný v Československém revolučním hnutí socialistickém. 29. prosince 1941 byl proveden seskok tří parašutistů v rámci Operace Silver A, který ale byl kvůli navigační chybě uskutečněn místo na Chrudimsku v prostoru mezi Poděbrady a Městcem Králové. Díky tomu musela být vysílačka Libuše a další materiál nejprve ukryt. Záchytné adresy výsadku poskytl Bohumil Laušman a první, kdo byl osloven byl jeho bývalý řidič Adolf Švadlenka. Ten společně se svým sousedem Františkem Valentou nasměrovali člena výsadku Josefa Valčíka právě na Josefa Janáčka, protože věděli, že dříve v Městci Králové působil. Valčík s Janáčkem a Švadlenkou nesehnali auto a tak se museli do prostoru seskoku vydat vlakem. Vysílačku našli, ale cesta vlakem zpět s ní byla nemyslitelná. Švadlenka tedy s ní zůstal v místním hostinci, Valčík s Janáčkem se vrátili do Pardubic, kde najali autodrožku a pod smyšleným důvodem, že jedou pro maso z nehlášené porážky, převezli radiostanici domů k manželům Janáčkovým. Josef Janáček dále parašutistům obstaral tzv. kenkarty (občanské průkazy) a přes své kolegy z bývalé Sociální demokracie Jana Jozífa a Františka Nyklíčka z Opatovic nad Labem i domovské listy. Do odboje zapojil i Lidmilu Malou, u které byl Josef Valčík ubytován.
Dne 16. června 1942 došlo ke zradě Karla Čurdy, díky kterému se gestapo dostalo ke jménům a adresám spolupracovníků parašutistů a mimo jiné zatklo Hanu a Václava Krupkovi. V jejich bytě nalezlo i záznamy velitele výsadku Alfréda Bartoše. Není zřejmé co v nich přesně bylo, pravdou je, že nemohlo jít o konkrétní jména, protože k dalšímu zatýkání docházelo postupně jak byla prolamována konspirace. Zatčeni byli i manželé Janáčkovi a poté vězněni v pardubické donucovací pracovně. Popraveni byli 2. července 1942 na pardubickém Zámečku a to ve stejný den jako Adolf Švadlenka, Jan Jozíf a František Nyklíček, Lidmila Malá spáchala sebevraždu již v den zatčení. Jejich těla byla spálena v pardubickém krematoriu a popel vysypán do Labe. Pamětní deska věnovaná Josefu Janáčkovi je umístěna v místě jeho působiště v budově základní školy Gorkého v Pardubicích, pamětní deska věnovaná oběma manželům je pak umístěna na fasádě jejich bydliště v Havlíčkově ulici 1842 tamtéž. Ulice pojmenovaná po Josefu Janáčkovi se nachází na pardubickém sídlišti Dubina.